# Крепость Святого Духа
Укрепление Святого Духа — форт, заложенный российскими войсками на мысе Адлер Черноморского побережья Кавказа, входивший в черноморскую береговую линию и положивший начало гражданскому поселению, позже Адлерскому району большого Сочи.

## Предыстория

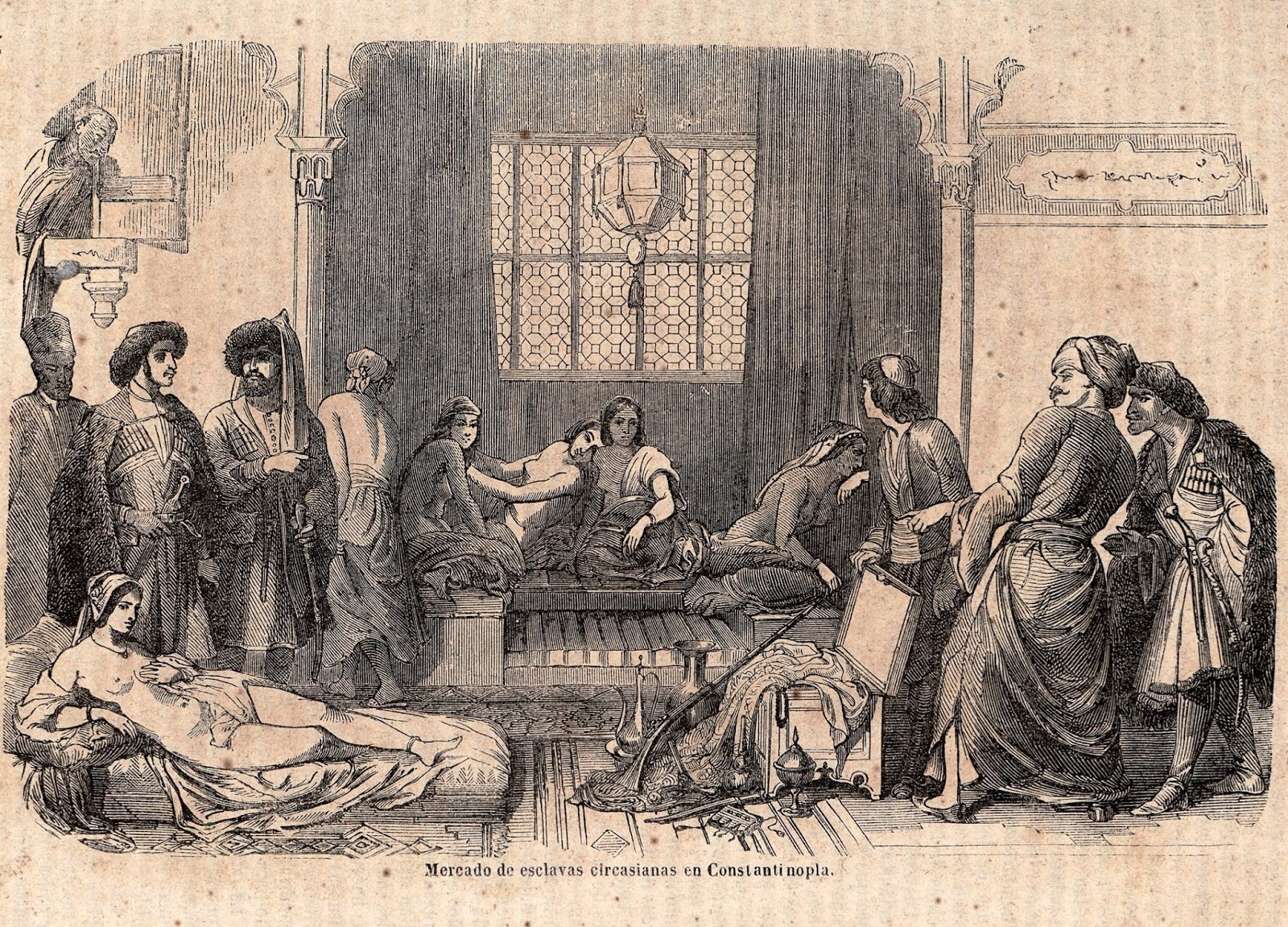
Продажа рабов черкесами на невольничьем рынке турецкого Константинополя

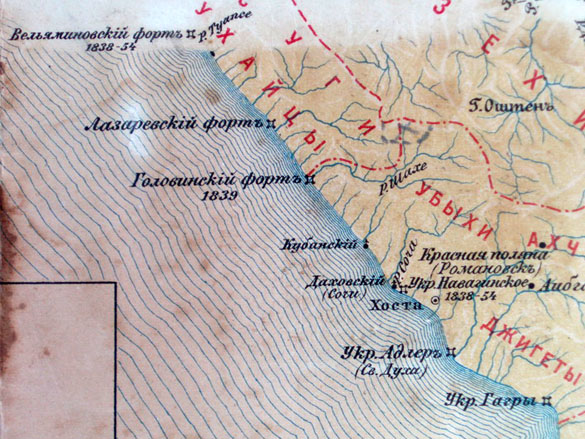
Карта укреплений в составе Черноморской береговой линии

В 1829 году между Российской и Османской империями был подписан Адрианопольский мирный договор, по которому Черноморское побережье Кавказа от устья реки Кубань до пристани Святого Николая перешло к Российской Империи. После подписания этого договора для обеспечения безопасности побережья от турецкого влияния, пресечения контрабанды, работорговли, устройства карантинных и таможенных постов российским правительством было принято решение о постройке Черноморской береговой линии. Вслед за успешной высадкой русского десанта, занятия позиции и постройки, в состав этой линии вошло укрепление Святого Духа располагавшееся на мысе Адлер в районе устья реки Мзымта.

## Десантная операция и закладка укрепления

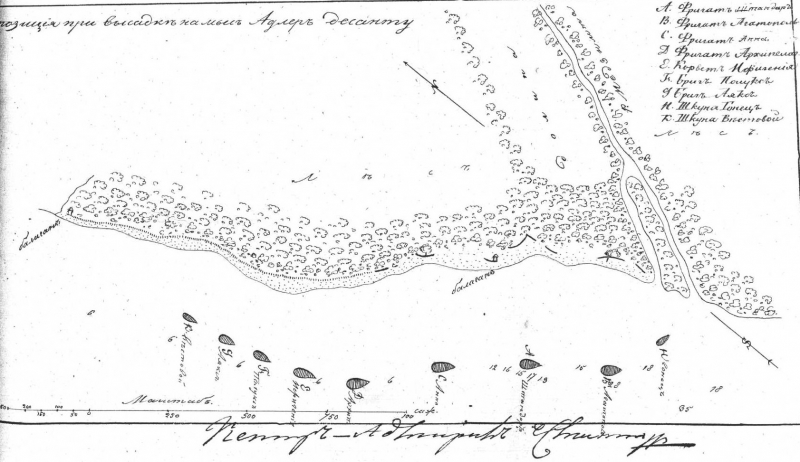
Диспозиция при высадке десанта на мыс Адлер 1837 год.

6 июня 1837 года русская эскадра под командованием контр-адмирала С. А. Эсмонта подошла к мысу Адлер. В состав экскадры входили фрегаты «Штандарт», «Агатополь», «Анна», «Архипелаг», корвет «Инфигения», бриги «Полукс» и «Аякс», шхуны «Гонец» и «Вестовой» так же 9 вспомогательных судов.7 июня после боевого построения и артиллерийской подготовки на побережье с кораблей был высажен морской десант. Численность десанта составляла до 4 тысяч человек. Десант был предназначен для занятия плацдарма и последующего строительства укрепления. Русскому десанту противостояли враждебные России горцы. После продолжительного боя, в котором погиб русский писатель Бестужев-Марлинский, русским войскам удалось оттеснить неприятеля в горы и занять данный мыс. Сразу после занятия мыса началась подготовка к постройке укрепления, которая продлилась с 7 по 18 июня. Время закладки укрепления совпало с православным праздником Святого Духа от чего укрепление получило одноимённое название.

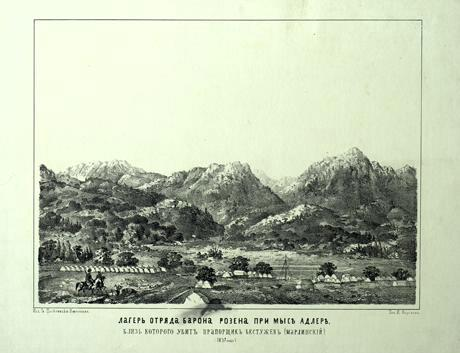
Лагерь отряда барона Розена при мысе Адлер 1837 год

18 июня, по совершению молебства в присутствии войск действующего отряда и части флотских экипажей, я заложил, с приличною сему случаю церемонией, укрепление, наименованное оное св. Духа, в память дня, в который сделан мною десант на мыс Адлер.

## Описание

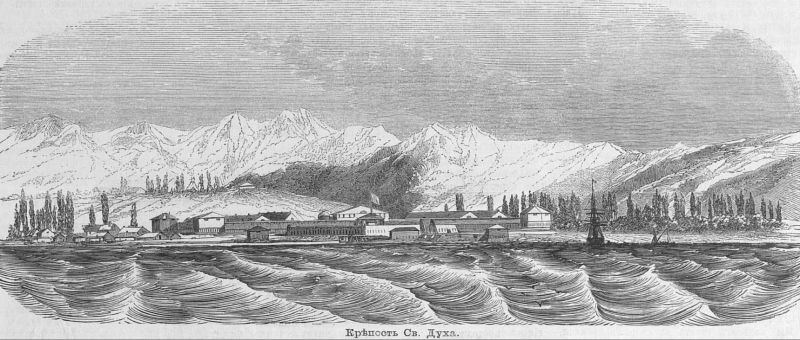
Крепость Святого Духа 1837—1854 год

Укрепление Святого Духа было расположено на правом берегу реки Мзымта в более ста метрах от берега моря, имело правильную пятиконечную форму с диаметром крепостного двора равному 100 метрам, с пятью выступавшими на 25 метров бастионами, на каждом из которых имелось по три крепостных орудия. Стены укрепления были выполнены из ракушечника, привезенного из Керчи и Одессы. Так же на берегу моря напротив крепости был возведен временный причал и блокгауз, который использовался для обеспечения безопасности при доставке грузов с кораблей. Строительство укрепления было закончено 1 ноября 1837 года. Укрепления Святого Духа считалось одним из сильнейших на Черноморском побережье Кавказа. Гарнизон укрепления составлял более 900 человек. Укрепление подвергалось неоднократным нападениям враждебных горцев, которые не увенчались успехом. Из-за болотистой местности гарнизон крепости страдал от высокой заболеваемости лихорадками и смертности. Из общего числа гарнизона заболевал каждый пятнадцатый, а из больных умирал каждый третий человек. В стенах укрепления велись переговоры с представителями горских обществ и принятие в подданство мирных горцев, так же у стен крепости устраивалась меновая торговля с местным населением

## Вывод гранизона и последующее разрушение укрепления
В связи с началом Крымской войны 1853—1856 годов Российским правительством было принято решение о демонтаже Черноморской береговой линии, снятие и переводе её гарнизонов в Новороссийск. С 3 по 5 марта 1854 года отрядом кораблей под командованием вице-адмирала Л. М. Серебрякова данная операция была осуществлена. Укрепление посредством взрыва разрушено, деревянные постройки сожжены, гарнизон переведен в Новороссийск.

## После окончания Кавказской войны
Вновь русские войска вошли на мыс Адлер в конечной фазе Кавказской войны. В сохранившихся после демонтажа укрепления постройках был устроен артиллерийский склад. В 1864 году бывшее укрепление было частично восстановлено с 1864 по 1874 годы в нём располагался военный пост «Адлер» в котором несли службу казаки. В период Русско-турецкой войны 1877—1878 годов укрепление подвергалось артиллерийскому обстрелу, при котором погибло 11 нижних чинов. Братская могила, в которой они похоронены, до сих пор располагается на территории бывшей крепости.

## Память
На месте где ранее находилась крепость, построен православный храм во имя Святого Духа, в 1910 году заложен сквер имени Бестужева-Марлинского, воссоздан макет крепостной стены, установлен памятник.